# Olmedo
Olmedo (sardisk: S'Ulumèdu, Urumèddu) er en by og en kommune (comune) i provinsen Sassari i regionen Sardinien i Italien. Byen ligger i 68 meters højde og har 4.161 indbyggere (2016). Kommunen har et areal på 33,47 km² og grænser til kommunerne Alghero, Sassari og Uri.